# Rivière-du-Loup
Rivière-du-Loup ist eine Stadt in der gleichnamigen kanadischen Grafschaftsgemeinde Rivière-du-Loup und gleichzeitig ihr Hauptort. Die Stadt am rechten Ufer des Sankt-Lorenz-Stroms zählte im Jahr 2016 insgesamt 19.507 Einwohner und hat eine Fläche von 84,11 km². 

## Geschichte
Rivière-du-Loup wurde im Jahr 1673 von Charles-Aubert de la Chesnaye gegründet. Der Name leitet sich von dem gleichnamigen nahe gelegenen Fluss Rivière du Loup ab, der den französischen Namen „Wolfsfluss“ trägt. 1850 wurde die wachsende Gemeinde dem Siedler Alexandre Fraser zu Ehren in Fraserville umbenannt und erhielt 1910 das Stadtrecht. 1919 erhielt die Stadt wieder ihren ursprünglichen Namen zurück.
Am 10. November 1950 verlor eine B-50A der 64th Bombardement Squadron (43rd Bombardement Group, 15th Air Force) eine Atombombe vom Typ Mk. IV im Sankt-Lorenz-Strom in der Nähe von Rivière-du-Loup. Es kam zu keiner Detonation.

## Verkehr
Rivière-du-Loup liegt zwischen Québec, den Seeprovinzen und der Gaspésie-Halbinsel. Der Trans-Canada Highway verläuft von Québec kommend nach Rivière-du-Loup, um dann von der Autoroute 20 zur Autoroute 85 in südliche Richtung nach Edmundston zu gabeln. Die weiter nach Norden verlaufende Autoroute 20 führt nach Rimouski.
Eine Fährverbindung verbindet die Stadt mit Saint-Siméon, auf der anderen Uferseite des Sankt-Lorenz-Stroms. Außerdem gibt es rund zehn Kilometer südwestlich des Stadtzentrums einen kleinen Flugplatz. Rivière-du-Loup ist an das Bahnnetz von VIA Rail Canada angeschlossen.

## Sehenswürdigkeiten
- Die katholische Kirche Saint-Patrice in der Stadtmitte wurde zwischen 1855 und 1856 erbaut.
- Am gleichnamigen Fluss Rivière-du-Loup befindet sich ein kleiner Wasserfall.

## Persönlichkeiten
- John McLoughlin (1784–1857), britischer Arzt und Verwalter des Columbia Department
- Alexandre-Antonin Taché (1823–1894), erster römisch-katholische Erzbischof des Bistums Saint-Boniface
- Valérie Hould-Marchand (* 1980), Synchronschwimmerin